# Cultura de Starčevo
La Cultura de Starčevo es una cultura arqueológica del Neolítico del sureste de Europa datada entre  6200 y 4500 a. C. A menudo se la incluye en un grupo geográficamente más extenso denominado Cultura de Starčevo-Körös-Criş, y que suele considerarse como manifestaciones diferentes de un mismo tipo de cultura arqueológica.
La localidad de Starčevo, el yacimiento que le da nombre, está situada en la margen izquierda del Danubio, cerca de Belgrado (Serbia). Es la primera cultura agrícola de la región, aunque la caza y la recolección son aún parte significativa de la dieta de sus habitantes.

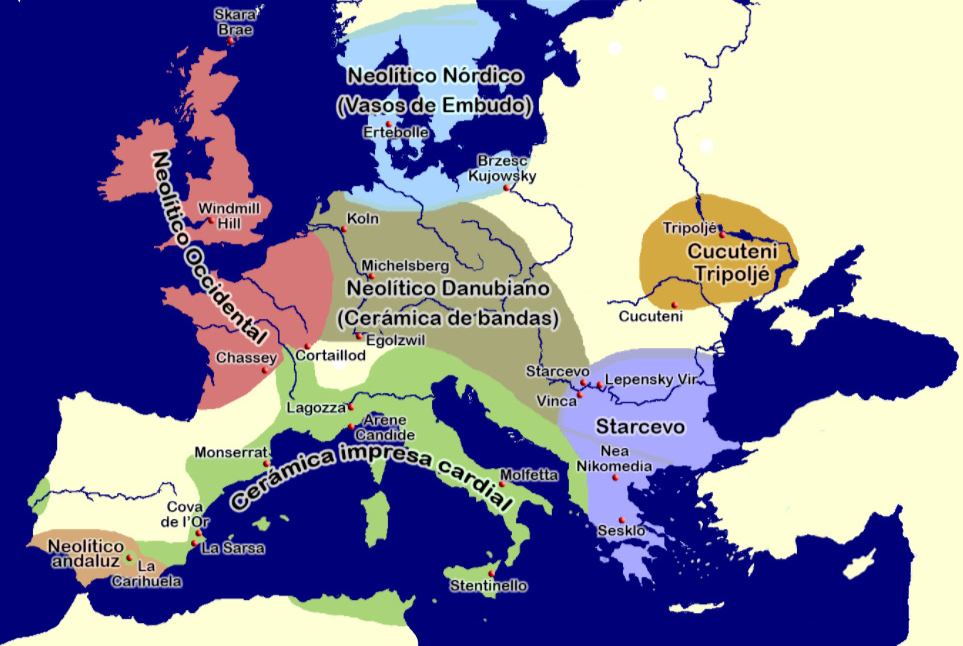
El Neolítico en Europa

## Características y culturas relacionadas
La cerámica es tosca por lo general, aunque aparecen formas más elaboradas de tipo globular y ornamento rústico de acanaladuras o de tipo barbotina, también surgen con el tiempo vasijas pintadas de mejor calidad. El útil característico es una especie de espátula hecha de hueso, quizás para recoger harina; también aparecen figurillas de arcilla. La cultura de Cultura de Körös, en Hungría, es una cultura muy parecida en la que también aparecen vasijas con pie, pocas pintadas. Ambas culturas dan sus nombres a las de toda la región en ese período.
Las culturas de Karanovo (Bulgaria), Criş (Rumania) y pre-Sesklo (Grecia) son culturas paralelas y estrechamente relacionadas.
Las fases finales de la cultura de Starčevo son contemporáneas de la fase inicial de la Cultura de Vinča.

## Localidades
La cultura Starčevo abarca un área considerable que incluye la mayor parte de las actuales Serbia y Montenegro, así como partes de Bosnia-Herzegovina, Bulgaria, Croacia, Hungría, Macedonia y Rumania.

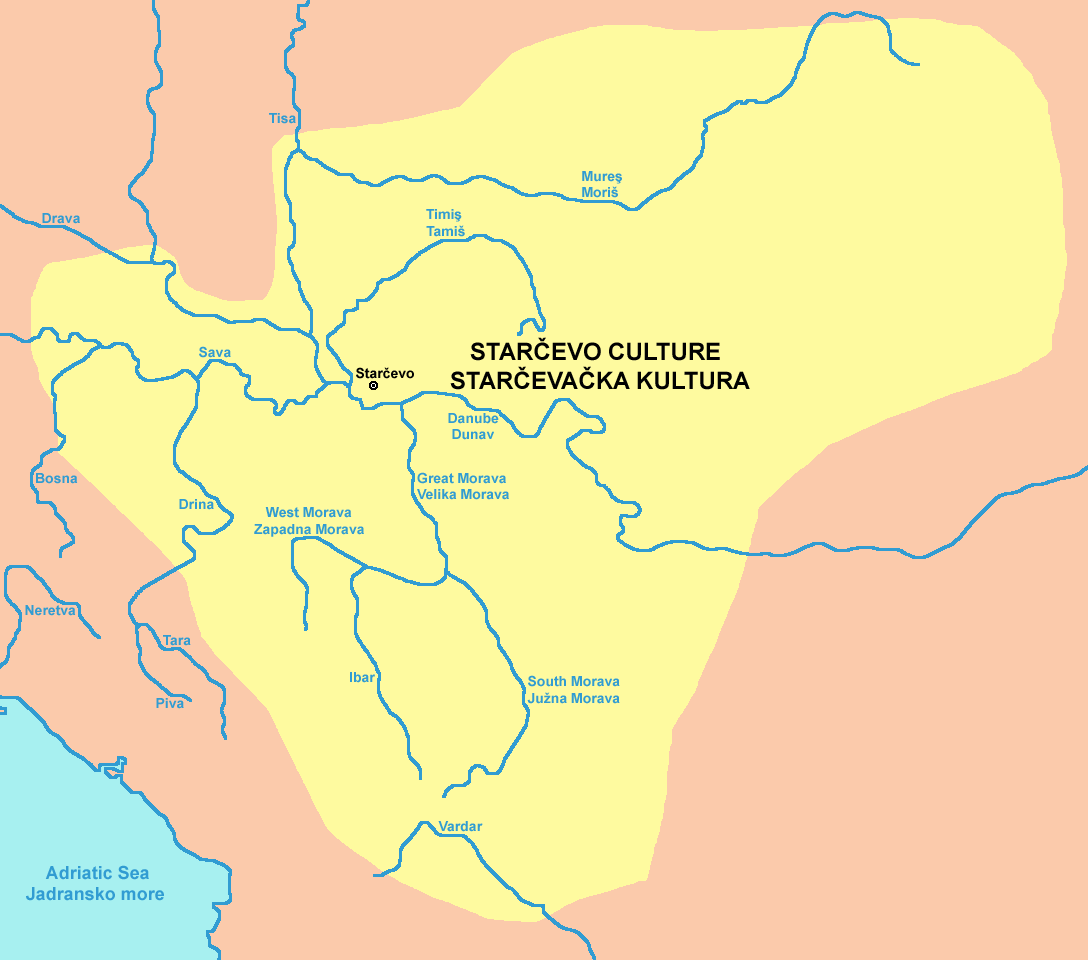
Extensión geográfica de la cultura de Starčevo

La localidad más al oeste se encuentra en la ciudad croata de Bjelovar en el suburbio de (Ždralovi) y representa la etapa final de la cultura. Los hallazgos de Ždralovi pertenecen a un subtipo regional de la variante final(facies Ždralovi)  del largo proceso de desarrollo de la cultura de Starčevo.[cita requerida]

## Orígenes
Existen diferentes opiniones sobre el origen etnolingüístico de la gente de la cultura de Starčevo. Unas se inclinan por que las culturas neolíticas de los Balcanes tienen un origen no indoeuropeo. Según esta opinión los indoeuropeos nos se asentarían en esta región antes del Eneolítico. Según otras opiniones, estas culturas balcánicas son indoeuropeas y procedentes de Anatolia. Estas teorías diferentes son llamadas la hipótesis Kurgan y la hipótesis anatolia (ver también: Pueblo protoindoeuropeo).
En los estudios genéticos realizados sobre restos humanos se ha comprobado que los restos de hombres y mujeres se corresponden con los hallados en otros agricultores neolíticos europeos. 